# Industrieviertel-Museum

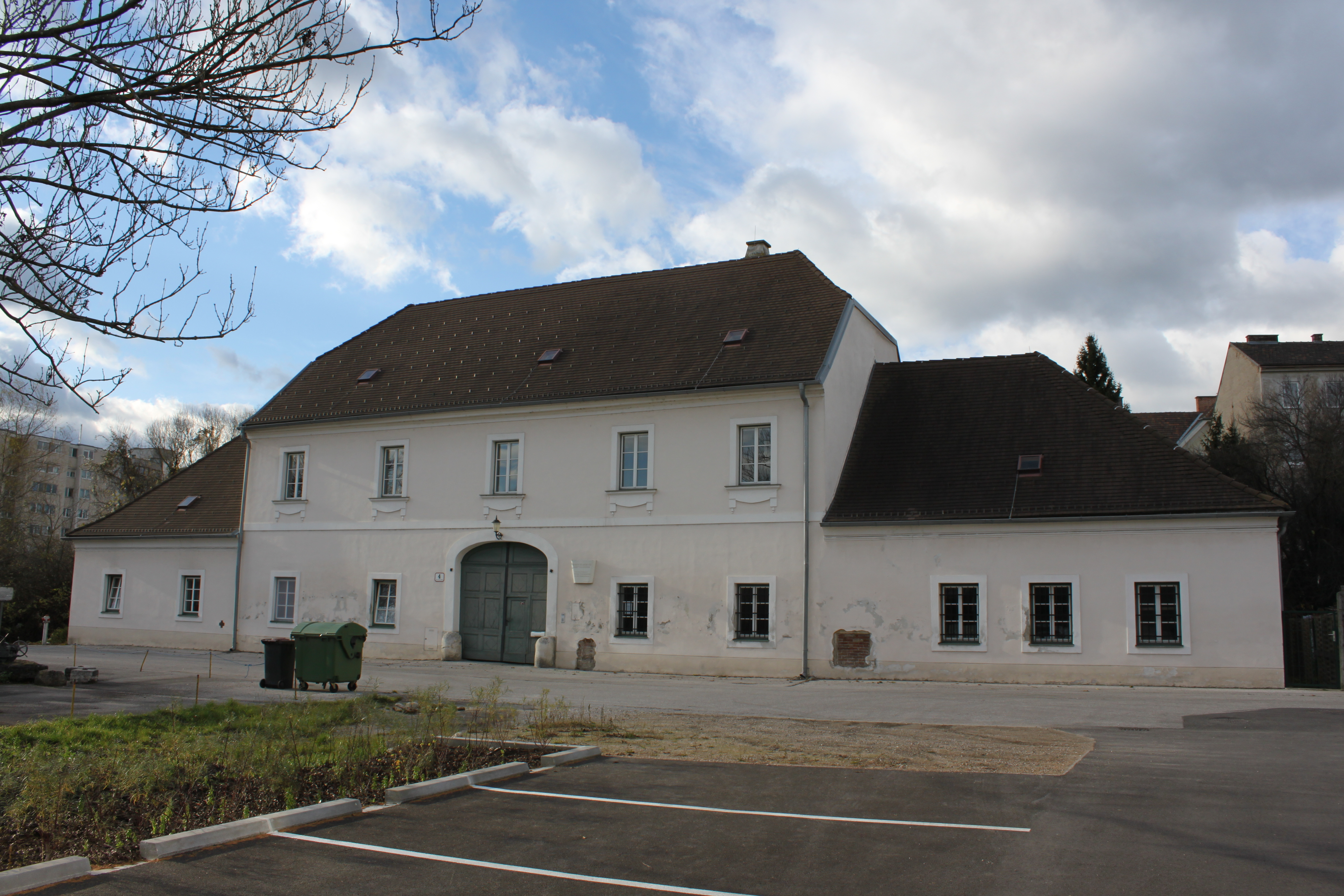
Industrieviertel-Museum

Das Industrieviertel-Museum befand sich in der Stadt Wiener Neustadt in der Anna-Rieger-Gasse 4.
An diesem Standort war zuvor eine Hammerschmiede mit danebenliegendem Werkstättengebäude untergebracht. Die Hammerschmiede wurde demoliert, das Fundament vom schweren Amboss und einige Architektursteine und Werkstattsteine waren lange Jahre auf dem Vorplatz des Museums erhalten. Das dazugehörige Werkstättengebäude konnte erhalten werden, steht nun unter Denkmalschutz. Die ebenerdigen Werkstätten bilden einen Hof, wobei der mittige Straßentrakt über der Hofeinfahrt mit einem Obergeschoß versehen ist.
Der Initiator und ehemalige Leiter des Museums Karl Flanner konnte als Mitarbeiter im Stadtarchiv Wiener Neustadt dieses Museum mit dem Themenschwerpunkt Industrieviertel aufbauen und im Jahre 1982 eröffnen.
Nach dem Verkauf des Hauses in der Anna-Rieger-Gasse wurden alle Bestände geprüft und inventarisiert. Das Museum übersiedelte in das deutlich kleinere „Schau! Depot“ in die Adlergasse 3 in der Innenstadt und wurde im September 2023 wiedereröffnet.